# Liparia splendens
Liparia splendens là một loài thực vật có hoa trong họ Đậu. Loài này được (Burm.f.) Bos & de Wit miêu tả khoa học đầu tiên.

## Hình ảnh

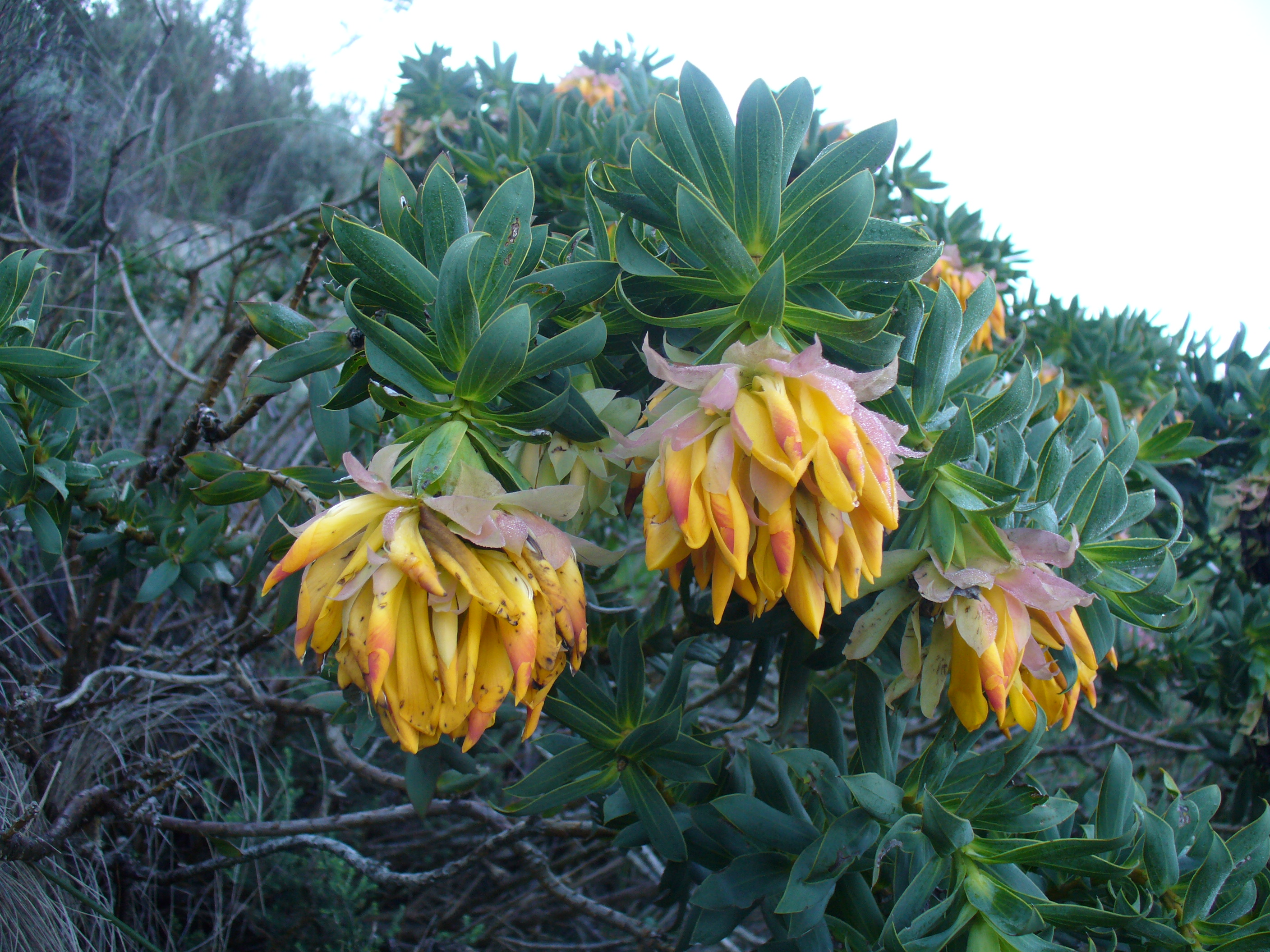
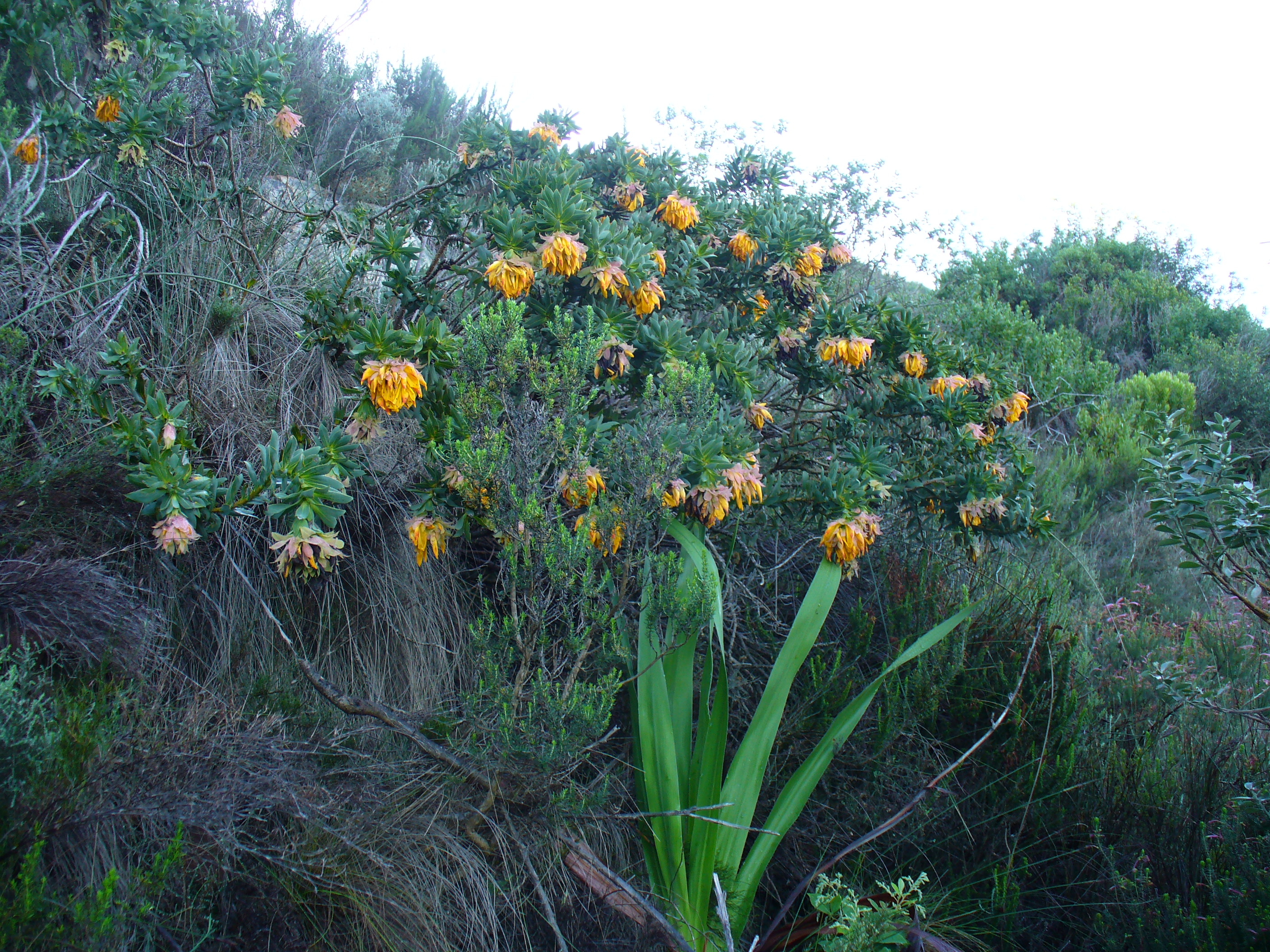
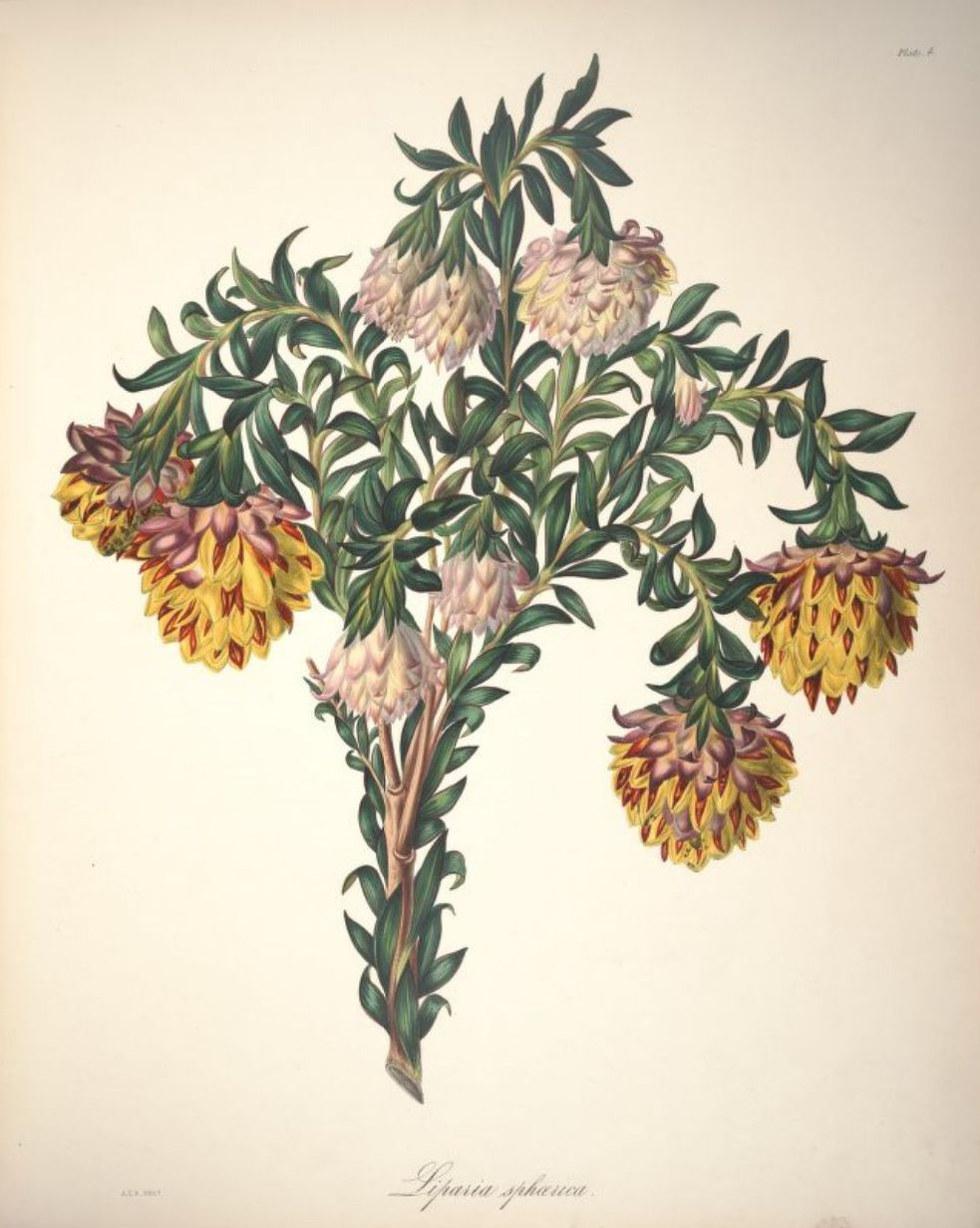
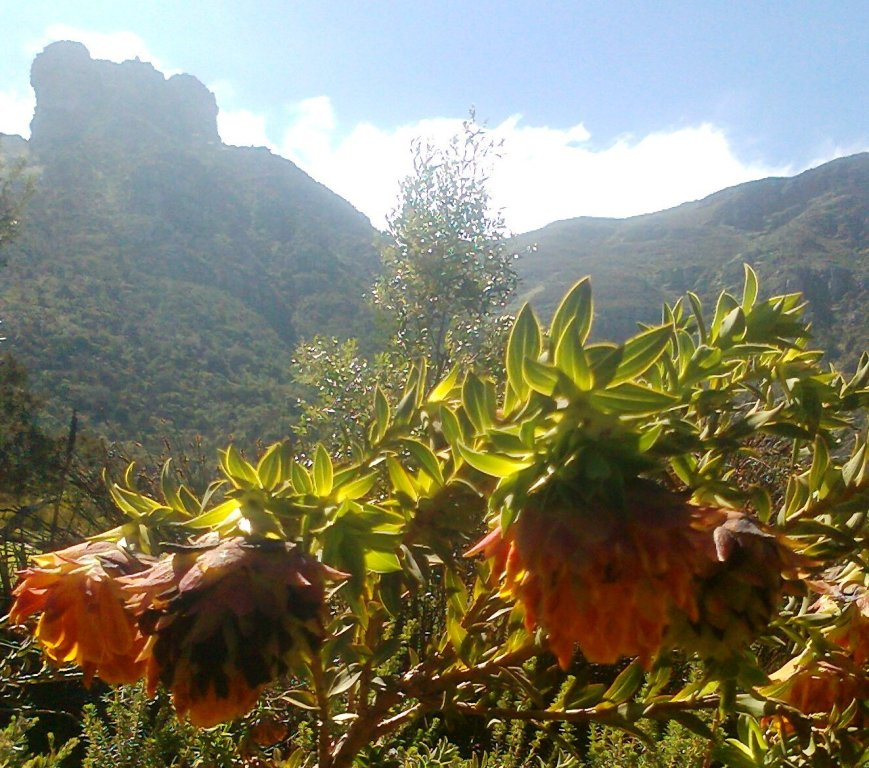